# لورا إليزوندو
لورا إليزوندو (بالإسبانية: Laura Elizondo)‏ هي متسابقة ملكة الجمال وعارضة مكسيكية، ولدت في 28 أغسطس 1983 في تامبيكو في المكسيك.

## وصلات خارجية
- لورا إليزوندو على موقع IMDb (الإنجليزية)
- لورا إليزوندو على موقع دليل عارضات الأزياء (الإنجليزية)